# Barbe-Nicole Clicquot-Ponsardin Veuve Clicquot
Pour les articles homonymes, voir Clicquot, Veuve Clicquot et Ponsardin.
Barbe-Nicole Ponsardin, épouse puis veuve Clicquot, née le 16 décembre 1777 à Reims et morte le 29 juillet 1866 à Boursault, est une femme d'affaires française. Elle est la première femme à diriger une maison de Champagne.

## Biographie
Barbe-Nicole Ponsardin naît à Reims le 16 décembre 1777,. Elle est la fille de Ponce-Jean Nicolas Ponsardin,. Enfant, elle est scolarisée à l'abbaye Saint-Pierre-les-Dames, établissement dont son père la retire, peu avant la Révolution. Elle est donc cachée chez une couturière. Après la fin de la Terreur, elle retourne vivre chez ses parents, où elle reçoit une éducation à domicile.
Barbe-Nicole est mariée à François Clicquot,,,, le 12 juin 1798,. La cérémonie a lieu dans une cave, avec un prêtre réfractaire,,. Ce dernier offre au couple un ouvrage de Dom Pérignon. Avec son époux, elle parcourt les coteaux champenois. Ensemble, ils font le tour de tous les domaines de champagne. François Clicquot, né à Reims en 1774, meurt le 23 octobre 1805,, emporté par une « fièvre maligne ».
Elle décède à Boursault, le 29 juillet 1866, à l'âge de 88 ans. Elle repose à Reims dans le canton 2 du cimetière du Nord.

### À la tête de l'établissement Clicquot
Devenue veuve, Barbe-Nicole Clicquot-Ponsardin, mère d'une fille de trois ans, reprend la maison de champagne créée en 1772,,,. Elle décide alors de s'opposer à la vente des vignes et de prendre les rênes de l'établissement, malgré les objections de sa belle-famille.
Elle s'entoure alors de Louis Bohne,, ainsi que d'Alexandre Fourneaux, de la maison de Champagne Fourneaux & Cie (aujourd’hui Taittinger). Devant les difficultés de l'établissement, ce dernier s'éloignera de Barbe-Nicole, en 1810.
Par la suite, le beau-père de Barbe-Nicole acceptera de l'aider et deviendra un important mécène,.
En 1811, elle commercialise la cuvée Vin de la comète.
Avec Antoine-Aloys de Muller, le chef de cave, elle invente le procédé de « la table de remuage », permettant d'obtenir des « vins plus clairs, nets et limpides »,,,.
Malgré les guerres napoléoniennes, Barbe-Nicole envoie ses correspondants à travers toute l’Europe. Ces derniers voyagent sous pavillon américain, afin d’éviter le blocus britannique.
En 1831, Barbe-Nicole prend pour associé Édouard Werlé, stagiaire de la maison,, depuis 1821,.
Surnommée « la Veuve Clicquot » ou « la grande dame de la Champagne », elle sut diriger son entreprise et à sa mort, la Maison Veuve Clicquot Ponsardin commercialise 750 000 bouteilles et expédie sa production dans de nombreux pays.
Peu à peu, elle acquiert des vignes  à Bouzy, à Verzy et à Verzenay dans la montagne de Reims, à Avize, au Mesnil-sur-Oger dans la Côte des Blancs, constituant ainsi le patrimoine viticole de la Maison.

#### Développement du marché russe
À partir de 1806, Louis Bohne, chargé de l'exportation en Russie, s'y rend à de nombreuses reprises,,. Très vite le champagne s'y impose, notamment à la cour du tsar Alexandre Ier. À la chute de Napoléon Ier, elle envoie en particulier un vaisseau chargé de son champagne à Saint-Pétersbourg en 1814, devançant ainsi les maisons concurrentes,,.

### Mécénat
En 1822, Barbe-Nicole crée, à Reims, une banque afin de financer le négoce rémois. L'établissement fermera en 1827, laissant une dette de 700 000 francs.
De 1842 à 1849, elle fait reconstruire pour sa fille, la comtesse de Chevigné, le château de Boursault à Boursault, où elle se retire,.

## Descendance

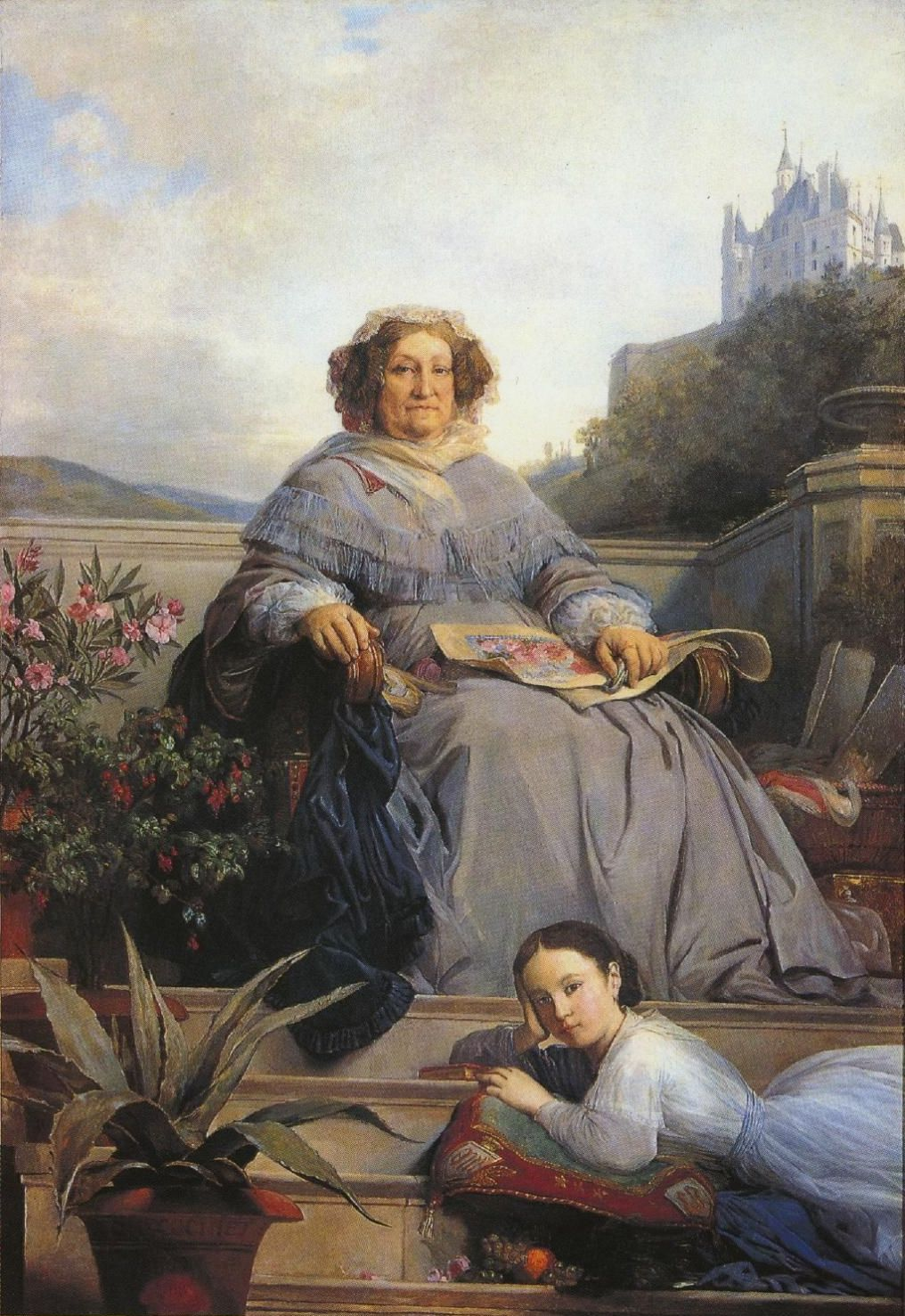
Portrait de Madame Clicquot et de son arrière-petite-fille Anne de Rochechouart de Mortemart par Léon Cogniet.

- Sa fille, Clémentine Clicquot (Reims, 20 mars 1799 - Reims, 6 avril 1863), mariée le 13 septembre 1817 à Louis Marie Joseph, comte de Chevigné (Chavagnes-en-Paillers, 30 janvier 1793 - Reims, 19 novembre 1876).
- Sa petite-fille, Marie-Clémentine de Chevigné (Reims, 15 juin 1818 - Paris, 24 octobre 1877), mariée le 20 mai 1839 à Louis de Rochechouart, comte de Mortemart (Paris, 29 octobre 1809 - Paris, 28 avril 1873).
- Son arrière-petite-fille, Anne de Rochechouart de Mortemart (Paris, 10 février 1847 - Dampierre, 3 février 1933), mariée le 10 mai 1867 à Emmanuel de Crussol, duc d'Uzès (Paris, 18 janvier 1840 - Paris, 28 novembre 1878). Elle deviendra la célèbre duchesse d'Uzès, dont le nom est consacré par l'Histoire[7].

## Postérité et culture
En 1972, la maison de champagne Veuve Clicquot Ponsardin a créé un prix annuel en son honneur, le prix Veuve Clicquot récompensant des femmes chef d'entreprises ou manager. Ce prix existe désormais dans 18 pays.
L'histoire de Barbe Nicole Clicquot a inspiré au groupe Beirut une chanson, « Cliquot », racontant son histoire, dans son deuxième album, The Flying Club Cup.
En 2008, Tilar J. Mazzeo publie une biographie intitulée The Widow Clicquot qui devient un best-seller dans la liste du New York Times.
En 2009, Elvire de Brissac publie le roman Voyage imaginaire autour de Barbe Nicole Ponsardin, veuve Clicquot, 1777-1866 aux Éditions Grasset.
En juillet 2024, un film biographique, La Veuve Clicquot (de), adapté par Thomas Napper à partir du livre de Tilar Mazzeo sort au cinéma avec l'américaine Haley Bennett dans le rôle titre et en tant que coproductrice.